# End of an Era
End of an Era ist eine Live-DVD der finnischen Symphonic-Metal-Band Nightwish. Nuclear Blast nahm das Konzert am 21. Oktober 2005 in der Hartwall Areena in Helsinki, Finnland auf. Es war das letzte Konzert einer langen Welttournee, die nach der Veröffentlichung des Albums Once begann.

## Inhalt
Neben den eigenen Songs der Band wurden die schon früher veröffentlichten Coverversionen „Over the Hills and Far Away“ von Gary Moore und „The Phantom of the Opera“ von Andrew Lloyd Webber gespielt. Außerdem wurde eine Coverversion des Songs „High Hopes“ von Pink Floyd präsentiert. Während des Konzertes trat der Lakota-Indianer aus dem Stamme der Oglala, John Two-Hawks zusammen mit der Band auf. Seine Darbietung des Songs „Stone People“ von seinem Album Honor diente als Einführung zum Nightwish-Song „Creek Mary's Blood“, den die Band zusammen mit Two-Hawks spielte. Auf der DVD findet sich neben dem 1 Stunde und 43 Minuten dauernden Konzert ein 55 Minuten langer Film mit dem Titel A Day Before Tomorrow, der die Vorbereitungen auf das Konzert dokumentiert, sowie eine Fotogalerie.
End of an Era ist die letzte Produktion mit der Sängerin Tarja Turunen. Noch am Abend des Konzerts wurde ihr von der Band ein Brief überreicht, mit der Bitte, ihn erst am nächsten Morgen zu öffnen. In dem Brief wirft ihr Holopainen vor, sie habe sich selbst nur als „Gastmusikerin“ gesehen und hauptsächlich aus Geldgier gehandelt, was allzu oft auch auf Kosten der Fans gegangen sei. Besonders angegriffen wird ihre Beziehung zu ihrem Ehemann Marcelo Cabuli, der sie „von einem liebenswerten Mädchen in eine Diva verwandelt“ habe. Neben Holopainen haben auch die drei anderen Bandmitglieder den Brief unterzeichnet. Der Brief wurde am folgenden Abend auch auf der offiziellen Website in Finnisch, Deutsch und Englisch veröffentlicht.

## Titelliste
|         | Titel                       | Songwriter                                       | Bemerkung                                                                              | Länge   | Anfang  |
| ------- | --------------------------- | ------------------------------------------------ | -------------------------------------------------------------------------------------- | ------- | ------- |
| 1.      | Red Warrior                 | Hans Zimmer                                      | Intro (aus dem Film Last Samurai)                                                      | 0:35    | 0:00    |
| 2.      | Dark Chest of Wonders       | Holopainen                                       |                                                                                        | 4:43    | 0:35    |
| 3.      | Planet Hell                 | Holopainen                                       |                                                                                        | 4:45    | 5:18    |
| 4.      | Ever Dream                  | Holopainen                                       |                                                                                        | 5:27    | 10:03   |
| 5.      | The Kinslayer               | Holopainen                                       |                                                                                        | 4:09    | 15:30   |
| 6.      | The Phantom of the Opera    | Andrew Lloyd Webber Charles Hart Richard Stilgoe | Cover von Andrew Lloyd Webber                                                          | 5:12    | 19:39   |
| 7.      | The Siren                   | Holopainen Vuorinen                              | Das Keyboardsolo enthält eine Anspielung auf den Song „The Castaway“ der Band Amorphis | 4:53    | 24:51   |
| 8.      | Sleeping Sun                | Holopainen                                       |                                                                                        | 4:55    | 29:44   |
| 9.      | High Hopes                  | David Gilmour Polly Samson                       | Cover von Pink Floyd                                                                   | 6:54    | 34:39   |
| 10.     | Bless the Child             | Holopainen                                       |                                                                                        | 6:25    | 41:23   |
| 11.     | Wishmaster                  | Holopainen                                       | Am Ende wird das Intro von The Trooper von Iron Maiden gespielt.                       | 4:44    | 47:58   |
| 12.     | Slaying the Dreamer         | Holopainen Vuorinen                              |                                                                                        | 5:05    | 52:42   |
| 13.     | Kuolema tekee taiteilijan   | Holopainen                                       |                                                                                        | 4:13    | 57:47   |
| 14.     | Nemo                        | Holopainen                                       |                                                                                        | 4:46    | 1:02:00 |
| 15.     | Ghost Love Score            | Holopainen                                       |                                                                                        | 10:29   | 1:06:46 |
| 16.     | Stone People                | John Two-Hawks                                   | Auftritt von John Two-Hawks                                                            | 4:09    | 1:17:15 |
| 17.     | Creek Mary’s Blood          | Holopainen                                       | wird zusammen mit John Two-Hawks gespielt                                              | 8:39    | 1:21:24 |
| 18.     | Over the Hills and Far Away | Gary Moore                                       | Cover von Gary Moore                                                                   | 5:26    | 1:30:01 |
| 19.     | Wish I Had an Angel         | Holopainen                                       |                                                                                        | 4:17    | 1:35:27 |
| 20.     | All of Them                 | Hans Zimmer                                      | Outro (aus dem Film King Arthur)                                                       | 3:35    | 1:39:44 |
| Gesamt: | Gesamt:                     | Gesamt:                                          | Gesamt:                                                                                | Gesamt: | 1:43:19 |

## Rezeption
Das Videoalbum wurde am 1. Juni 2006 in Finnland und am 2. Juni 2006 in Deutschland veröffentlicht. Nach nur einem Tag hatte das Album Goldstatus in Finnland erreicht. Am 17. Juni 2008 wurde der Band die Platin-Auszeichnung für mehr als 200.000 an den Handel in Deutschland verkaufte DVDs überreicht.